# Sakonides

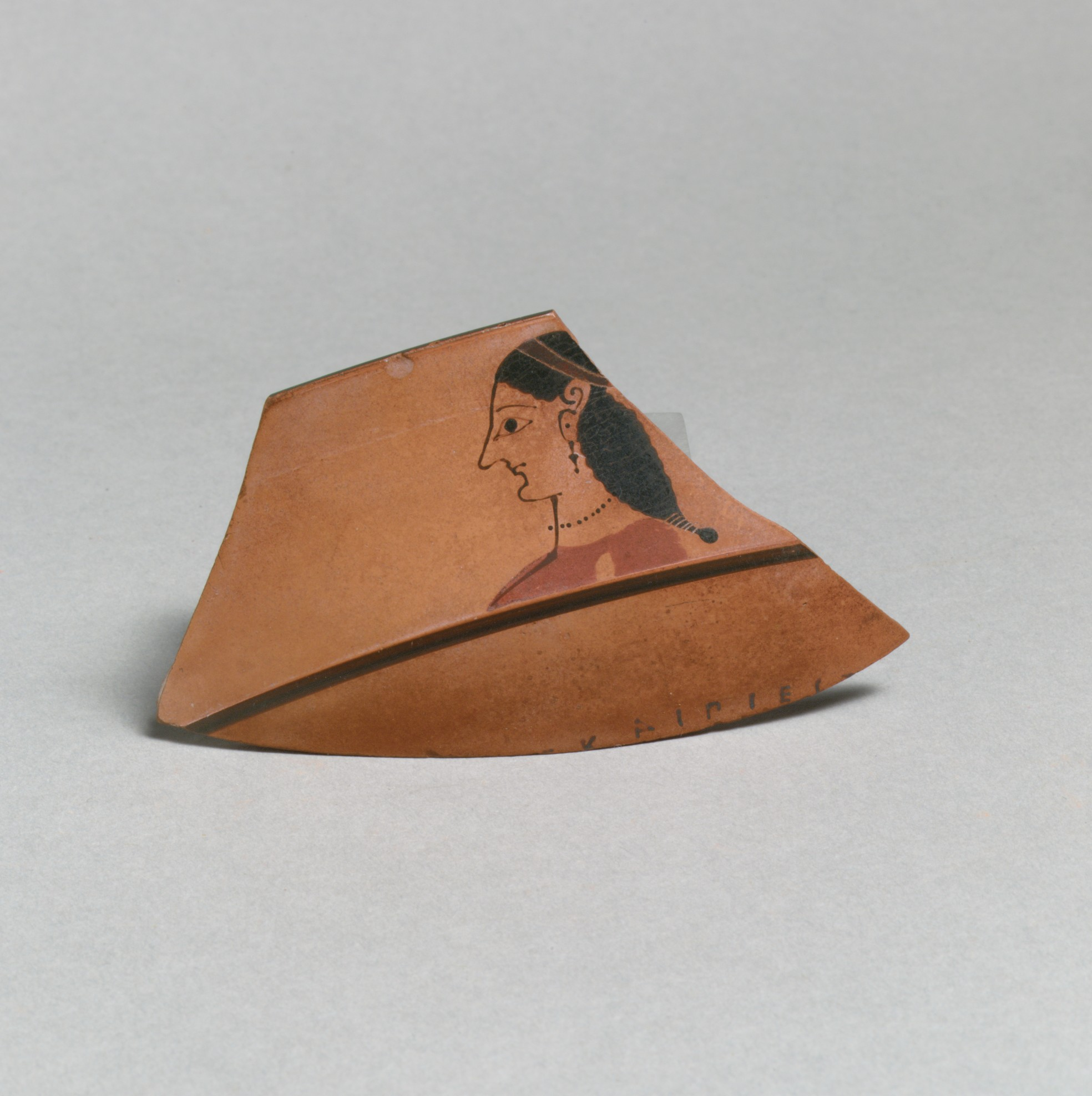
Fragment einer Randschale: Frauenkopf in den rotfigurigen Stil vorweg nehmender Umrisszeichnung. Metropolitan Museum of Art, New York 51.125.10

Sakonides (altgriechisch Σακωνίδης) war ein attischer Vasenmaler des schwarzfigurigen Stils. Er war um 550 bis 530 v. Chr. in Athen tätig und zählt zu den späten Kleinmeistern.
Sakonides bemalte fast ausschließlich Kleinmeisterschalen, von denen er zahlreiche signierte. Es dekorierte häufig seine Schalen auf beiden Seiten mit Frauenköpfen im Profil, wie es auch von anderen zeitgleichen Malern bekannt ist. Er ist dem Maler Lydos ähnlich, einige Forscher wollten ihn sogar mit diesem identifizieren. Sakonides arbeitete mit mehreren Töpfern zusammen: Eucheiros, Tlempolemos, Hischylos und Kaulos.